# Institut Salvador Vilaseca (Reus)
L'Institut Salvador Vilaseca és una obra del municipi de Reus (Baix Camp) inclosa en l'Inventari del Patrimoni Arquitectònic de Catalunya.

## Descripció
És un edifici públic de planta quadrada, planta baixa més dos pisos al voltant d'un claustre, l'antic claustre del convent de sant Francesc. La façana principal té l'accés per un cos central més alt i presenta una portalada amb columnes, elements al·legòrics i escuts. S'observa una cornisa, un frontó entretallat per l'ornamentació, un grup de tres obertures simètriques, escut i un ràfec que envolta tot l'edifici. També hi ha un sòcol estucat amb franges horitzontals a tota la planta baixa. En el primer pis, a l'esquerra de la porta principal, hi ha pilastres, balcons i esgrafiats. A la resta de la façana hi ha finestrals composts segons les tres plantes de l'edifici.
L'edifici té un claustre central de planta quadrada, amb el perímetre format per nou arcs de mig punt per costat formant una galeria coberta amb voltes esquifades. Davant de la façana de l'oest hi ha un petit jardí que s'eixampla en un pati, on abans hi havia la Font d'Hèrcules a un costat. Ocupa 4.920 m², 3.820 dels quals estan edificats.

## Història
L'institut ocupa l'antic convent dels frares franciscans, o Monestir de Jesús, que es va establir fora muralles el 1488. La reforma i extensió del convent va començar el 1731 i no es va enllestir fins al cap d'uns 40 anys. Durant la Guerra del Francès va ser utilitzada com a presó i hospital de sang dels francesos. Acabada la guerra els franciscans el van ocupar un altre cop. Va ser cremat en la revolta del 1835. El municipi va fer gestions perquè fos cedit per utilitzar-lo com a centre d'ensenyament. El juliol del 1850 va ser un fortí dels revoltats demòcrates. El pati del convent va ser transformat en plaça el 1857, actualment la plaça d'Hèrcules. L'hort va ser venut a uns particulars el 1844, que el van edificar. L'església del convent es va tornar a obrir al públic amb el nom de Sant Francesc.

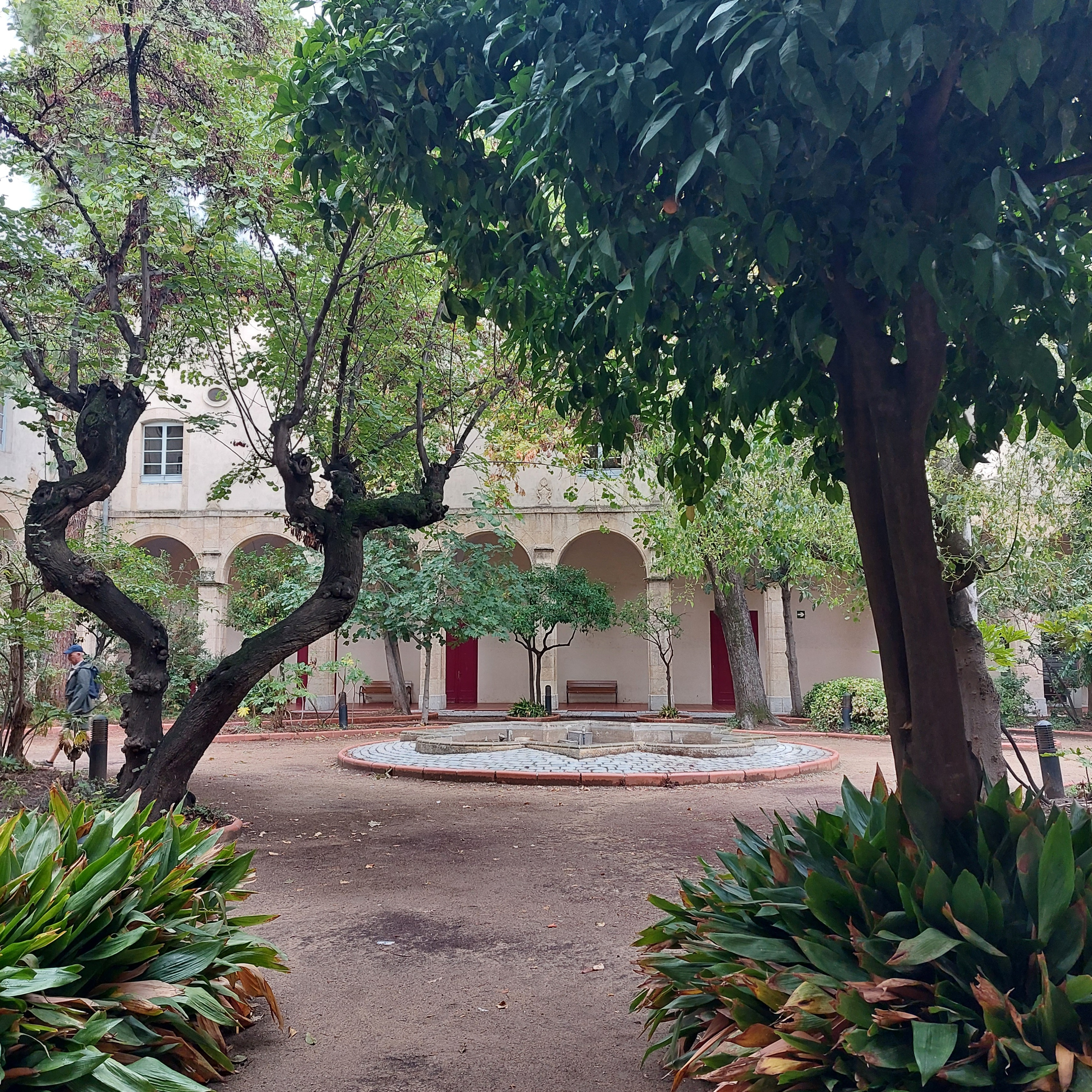
El Claustre de l'Institut Salvador Vilaseca

El primer centre d'ensenyament s'hi va establir el 1838. més tard, el 1858, l'ensenyança anava a càrrec de les Escoles Pies. El 1870 els frares van abandonar el que era l'anterior convent; el centre passà a ser regit per l'Ajuntament des del 1875, pertangué a l'Estat des del 1903 i des de febrer de 1981 a la Generalitat de Catalunya. L’any 1996 es convertí en Institut d’Educació Secundària (IES).

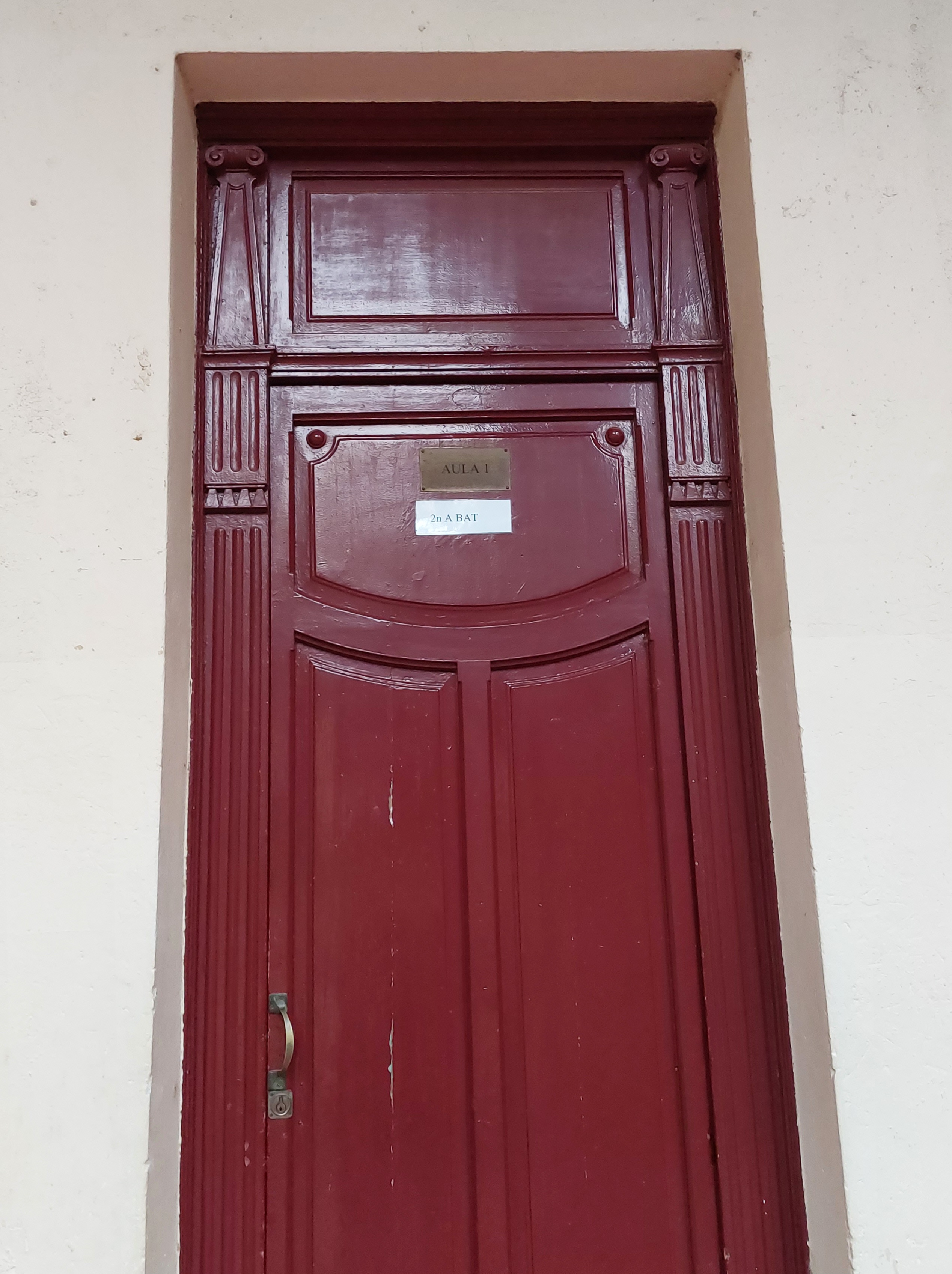
Porta d'una de les aules

Pel que fa al nom, des de 1875 va ser l'Instituto de segunda enseñanza de Reus, el nom que dugué fins al 1901. Des d'aleshores i fins al 1924 s'anomenà Instituto General y Técnico. I des del 1924 fins al 1951, Instituto nacional de segunda enseñanza de Reus. A partir de 1951, Antoni Gaudí. I des del 1975 se'l coneix oficialment com a Institut Salvador Vilaseca.
Al llarg d'aquests anys també s'hi van anar fent millores. El 1923 se'n va arranjar el claustre. El 20 de maig de 1925, s'inaugurava el jardí a l'entrada. En la dècada dels 40 es va suprimir l’Escola primària del segon pis i tot l'edifici pogué ser dedicat a institut.

## Alguns alumnes
Han estudiat a les seves aules, entre d'altres, els arquitectes Antoni Gaudí, Francesc Berenguer o Domènec Sugrañes; el diplomàtic i filantrop Eduard Toda; els escriptors Josep Martí Folguera, Gabriel Ferrater, Xavier Amorós, els germans Francesc i Joaquim Maria Bartrina, tots reusencs;  Puig i Ferreter, de la Selva del Camp, o el cirurgià Josep Ribera i Sans, de Tivissa. I també Josep Maria de Segarra, Ramon J. Sender o el director de teatre Lluís Pasqual. Es veu que de noies, no n'hi havia, en aquells anys, als instituts.